# Camp Ridge
Camp Ridge är en bergstopp i Antarktis. Den ligger i Östantarktis. Nya Zeeland gör anspråk på området. Toppen på Camp Ridge är 2 440 meter över havet, eller 431 meter över den omgivande terrängen. Bredden vid basen är 6,1 km.
Terrängen runt Camp Ridge är huvudsakligen kuperad. Trakten är obefolkad. Det finns inga samhällen i närheten. 